# ComFusion
ComFusion (antes conocido como Uberyl) fue una distribución Linux basada en Ubuntu que se caracteriza por incluir el gestor de ventanas 3D Compiz Fusion (previamente Beryl). Es una versión en español que además de Compiz Fusion cuenta con otros añadidos.
Actualmente está discontinuada indefinidamente.
El objetivo de esta distribución es incitar el cambio de cualquier sistema operativo a GNU/Linux, a través de un cambio estéticamente atractivo y técnicamente menos traumático para el usuario novato.
ComFusion combina la simplicidad y potencia de Ubuntu con la belleza de Compiz Fusion, siendo capaz de correr los efectos de este último en modo LiveCD, es decir, sin necesidad de instalación en el disco duro de la computadora, utilizando solamente la memoria RAM y la lectora de CD-ROM.
Esta distribución, creada y mantenida por Marco A Pollolinux, por y para la Comunidad Linux. Contó con la inestimable ayuda de "Charro", ocupándose de la web.

## Nombre
El nombre inicial de esta distribución era Uberyl, surgido de la combinación de Ubuntu y Beryl. Cuando los proyectos de Compiz y Beryl se unificaron, dieron lugar a un nuevo proyecto llamado Compiz Fusion. Entonces la distribución Uberyl cambió a un nombre (a partir de la versión 1.0) por uno más acorde al nuevo proyecto, de ese modo surgió ComFusion.

## Características

### Paquetes añadidos
- E17 (escritorio completo Enlightenment, accesible desde pantalla entrada).
- Blender y YafRay.
- Brasero.
- Nautilus Plugins.
- Automatix2 y Automatix Bleeder2.
- Compiz Fusion, Aquamarine, Heliodor y Emerald Themes.
- Thunderbird.
- Hotway (POP3 a Hotmail).
- w32codecs (códecs multimedia).
- ndiswrapper y ndisgtk (frontend gráfico para ndiswrapper).
- ePSXe (emulador de PlayStation con plugins, no incluye las BIOS).
- ZSnes (emulador de Nintendo SNES) y VisualBoy Advance (emulador de Game Boy Advance).
- StreamTuner y StreamRipper (escuchar radio y ripear música).
- Krdc (frontend gráfico para el protocolo rbf, usado por VNC).
- Krfb (aplicación-servidor, para compartir y controlar escritorios remotos).
- aMSN (cliente de mensajería instantánea, clon de MSN Messenger).
- netspeed (applet de tráfico de red para el panel de GNOME).
- ISOmaster (manipulación de imágenes ISO).
- GTKRecordMyDesktop (grabador de videos del escritorio).
- SWScanner (analizador Wireless).
- Banshee (reproductor de música, con plugins incluidos).
- music-applet (applet de reproducción de música para el panel de GNOME).
- DeVeDe (transformación de videos), Dvdauthor, Galeon, mencoder, MPlayer (reproductor multimedia, con plugin para el navegador web incluido).
- VLC (reproductor multimedia, con plugins incluidos).

### Paquetes eliminados
- Totem (reproductor multimedia, con plugins incluidos).
- Rhythmbox (reproductor de música).
- Serpentine.
- Gaim (cliente de mensajería instantánea multiprotocolo, ahora llamado Pidgin).
- Ekiga (cliente de VoIP).
- Evolution (cliente de correo electrónico).
- GNOME Games (juegos sencillos para GNOME).
- BitTorrent (cliente oficial del protocolo BitTorrent).
- example-content (archivos de ejemplo incluidos en la instalación de Ubuntu).
- Tipografías TrueType no utilizadas en los idiomas inglés o español.

### Páginas de descarga oficiales
ComFusion 4.1
- Descarga varios servidores.

Otras versiones
- Descarga LiveDVD (Adrive).
- Descarga LiveDVD (Talishte).
- Descarga LiveDVD (Algadefe).
- LiveDVd Comfusion 1.0.
- Descarga LiveCD Uberyl beta.

- Datos: Q5778143